# 平遥文廟
平遥文廟（へいようぶんびょう）は、中華人民共和国山西省晋中市平遥県に位置する孔子廟。敷地面積は8649.6平方メートル。建築面積は3472.3平方メートル。文廟の大成殿は中国本土の孔子廟の中で唯一現存している金代の建築である。

## 歴史
平遥文廟は孔子を祀るために唐の貞観年間に創建された。文廟の大成殿は金の大定3年（1163年）に再建された。
1997年、ユネスコの世界遺産（文化遺産）に登録。
2001年6月25日、中華人民共和国国務院により平遥文廟は全国重点文物保護単位に認定された。

## ギャラリー
- 影壁。
- 牌坊。
- 泮池、大成門。
- 大成門。
- 大成殿。
- 大成殿東南鋪作。
- 大成殿前檐鋪作。
- 大成殿西側檐鋪作。
- 龍門牌坊、大成殿背面。
- 明倫堂。
- 超山書院、敬一亭。
- 尊経閣。